# Ян Си (волейболистка)
Ян Си (кит. 杨希, англ. Yang Xi; род. 1956, Баодин, провинция Хэбэй, Китай) — китайская волейболистка, диагональная нападающая. Чемпионка мира 1982.

## Биография
Родилась и начала заниматься волейболом в городе Баодин провинции Хэбэй. В 1972 году поступила в Пекинский институт физического воспитания и была принята в армейскую команду «Байи», за которую выступала на протяжении всей своей игровой карьеры (до 1983). 
В 1975 году дебютировала в сборной Китая, приняв участие в первом чемпионате Азии, проходившем в австралийском Мельбурне, и выиграв в составе национальной команды бронзовую медаль. Также в составе китайской сборной стала чемпионкой Азии 1979, победителем Кубка мира 1981, чемпионкой мира 1982, чемпионкой Азиатских игр 1982, серебряным призёром Азиатских игр 1978, участницей Кубка мира 1977 и чемпионата мира 1978.      
После окончания игровой карьеры Ян Си уехала в США, где в 1983—1990 работала главным тренером волейбольной команды университета Западного Кентукки.  
В 2007 году вернулась в Китай, где в провинции Шаньси открыла экспериментальный теннисный класс. В сентября 2012 года в Пекине основала частную школу «Century Oriental». 

## Достижения
Отсутствуют данные о достижениях в чемпионатах Китая.

### Со сборной Китая
- чемпионка мира 1982.
- победитель розыгрыша Кубка мира 1981.
- чемпионка Азиатских игр 1982;
  - серебряный призёр Азиатских игр 1978.
- чемпионка Азии 1979;
  - бронзовый призёр чемпионка Азии 1975.